# Microdigital TK-82
Microdigital TK-82 (TK-82) је био кућни рачунар фирме Microdigital који је почео да се производи у Бразилу од 1981. године.
Користио је Z80A као микропроцесор. RAM меморија рачунара је имала капацитет од 2 KB до 16 KB (82 + 82C) или 64 KB (83). 

## Детаљни подаци
Детаљнији подаци о рачунару TK-82 су дати у табели испод.
|                       |                                                            |
| [ 1 ]                 |                                                            |
| Произвођач            |                                                            |
| Тип                   | кућни рачунар                                              |
| Меморија              | 2 до 16 (82 + 82C) или 64 (83)                             |
| Поријекло             | Бразил                                                     |
| Година                | 1981                                                       |
| Тастатура             | мембранска, 40 тастера                                     |
| Процесор              |                                                            |
| Фреквенција процесора | 3,25                                                       |
| RAM                   | 2 до 16 (82 + 82C) или 64 (83)                             |
| ROM                   | 4 (82), 8 (82C + 83)                                       |
| Текст                 | 32 знакова x 24 линије                                     |
| Графика               | 64 x 22 тачака                                             |
| Боја                  | једна боја                                                 |
| Звук                  | мали звучник                                               |
| Димензије             | приближно 17,5 (ширина) x 23 (дубина) x 3,8 (висина) / 340 |
| Портови               |                                                            |
| Оперативни систем     |                                                            |